# Phaonia qinshuiensis
Phaonia qinshuiensis är en tvåvingeart som beskrevs av Wang, Xue och Wu 1997. Phaonia qinshuiensis ingår i släktet Phaonia och familjen husflugor. Inga underarter finns listade i Catalogue of Life.